# Негневичи
Негневичи (бел. Нягне́вічы) — агрогородок в Новогрудском районе Гродненской области Белоруссии. Административный центр Негневичского сельсовета. Население 979 человек (2009).
Негневичи — древнее местечко исторической Новогрудчины.

## География
Агрогородок расположен на границе с Кореличским районом, в 10 км к северо-западу от Кореличей и в 18 км к северо-востоку от центра города Новогрудок. Негневичи соединены местными дорогами с ближайшими населёнными пунктами. Ближайшая ж/д станция в Новоельне, в 40 км к юго-западу от посёлка.

### Гидрография
В 7 км к восток от посёлка протекает река Неман.

## История
Первое письменное упоминание о Негневичах датируется 1401 годом. В 1428 году село находилось во владении великого князя Витовта, который подарил его своей жене Юлианне Гольшанской вместе со всей Новогрудской землёй.
В 1428 году великий князь Казимир IV подарил Негневичи основателю рода Радзивиллов Радзивиллу Остиковичу. C этого момента Негневичи принадлежали Радзивиллам вплоть до XIX столетия. С 1600 году в местечке проводилось ярмарки.
Во времена Великой Северной войны в 1706 году Негневичи были сожжены шведским войском, однако после войны Радзивиллы отстроили местечко. По состоянию на 1757 год здесь было 67 христианских и 29 еврейских домов, работала корчма.
В результате третьего раздела Речи Посполитой (1795) Негневичи оказались в составе Российской империи, в Новогрудском уезде. В 1809 году имение приобрёл владелец соседних Щорсов Адам Хрептович. В 1897 году здесь было 575 жителей, 90 дворов, народное училище, 2 церковно-приходские школы, 2 церкви, синагога, еврейский молитвенный дом, мещанская управа, 8 магазинов, сыроварня, трактир.
В 1850—1855 годах в местечке построен каменный католический храм, в 1865 году, после подавления восстания 1863 года передан православным. Сохранился до наших дней, в настоящее время именуется церковь Казанской Божией Матери. Согласно другим источникам храм возведён в 1861 году. В XIX веке рядом с храмом возведена отдельно стоящая каменная двухъярусная колокольня.
Согласно Рижскому мирному договору (1921) Негневичи оказались в составе межвоенной Польской Республики, в Новогрудском повете. В это время было 53 жилых зданий.

В 1939 году местечко вошло в состав БССР, где 12 октября 1940 года стало центром сельсовета. Статус населённого пункта — деревня. На 1998 год здесь было 414 дворов.

Негневичи на старых снимках
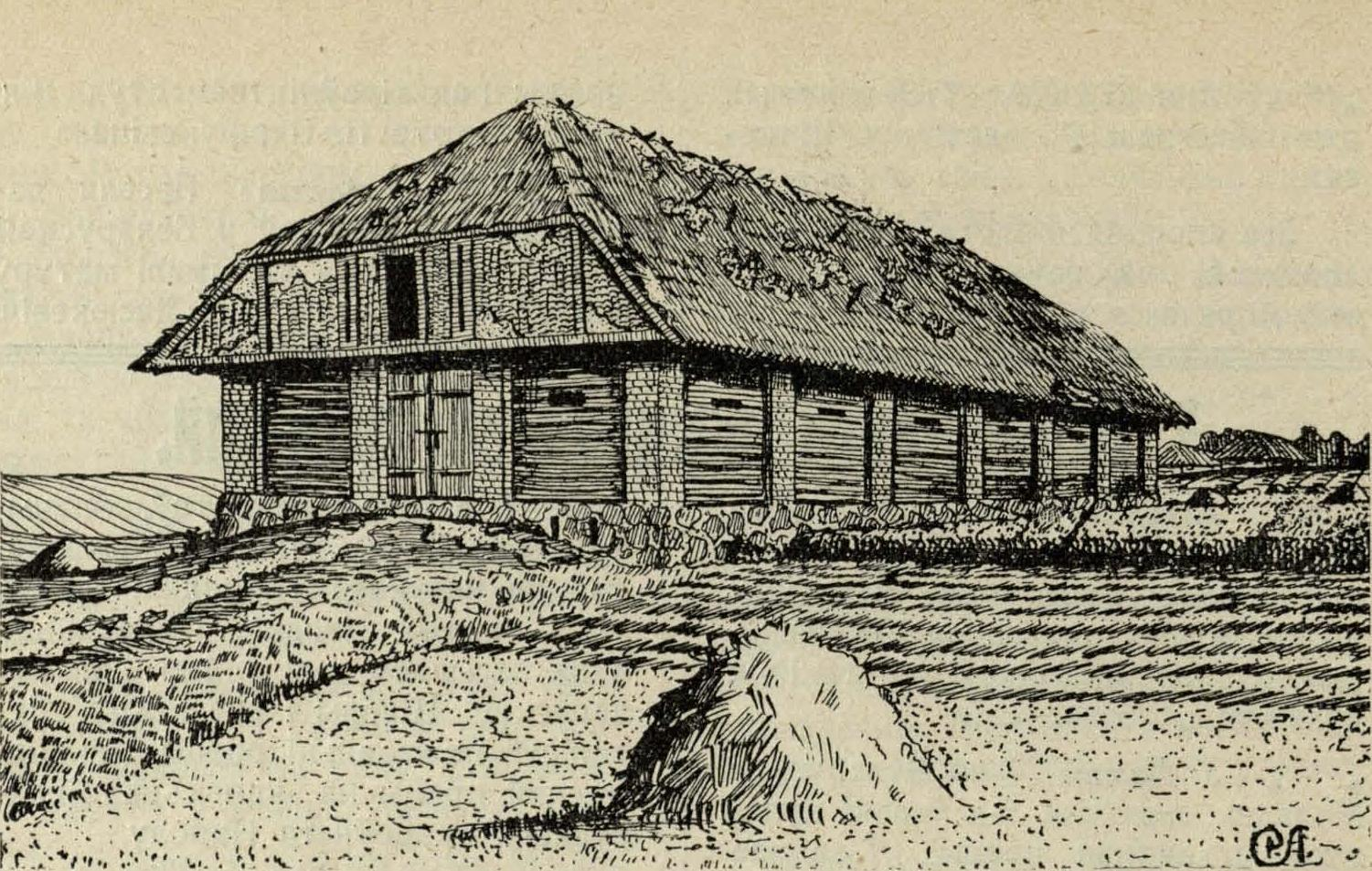
Магазин
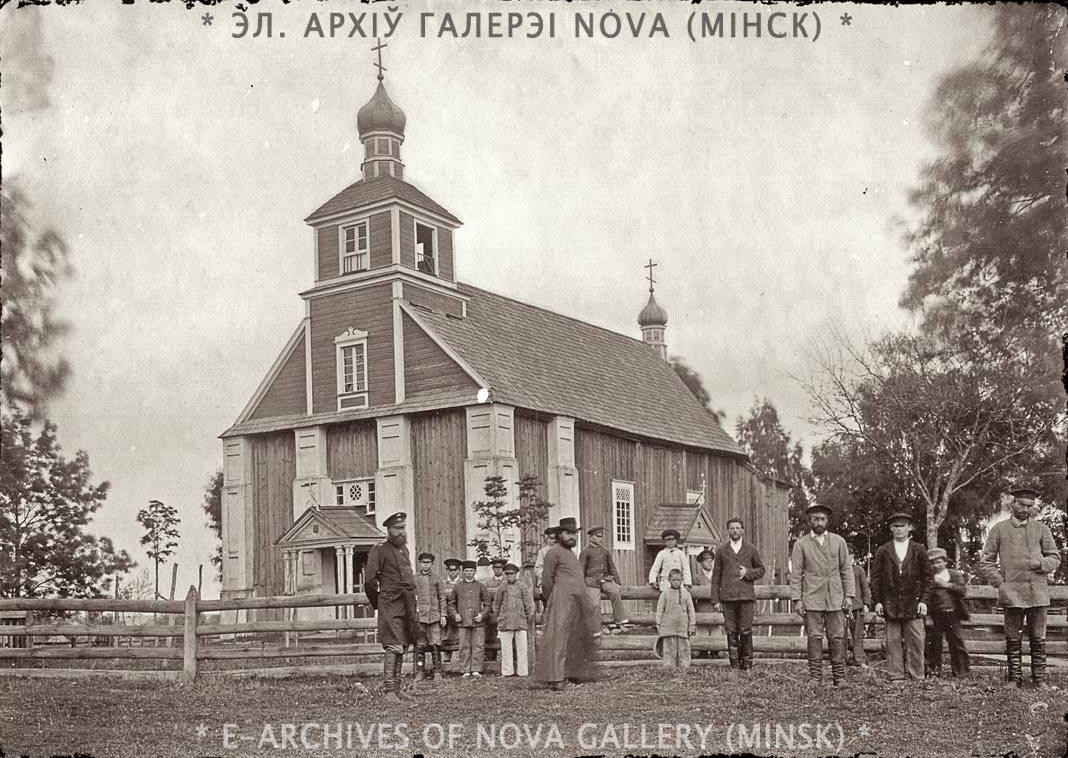
Церковь
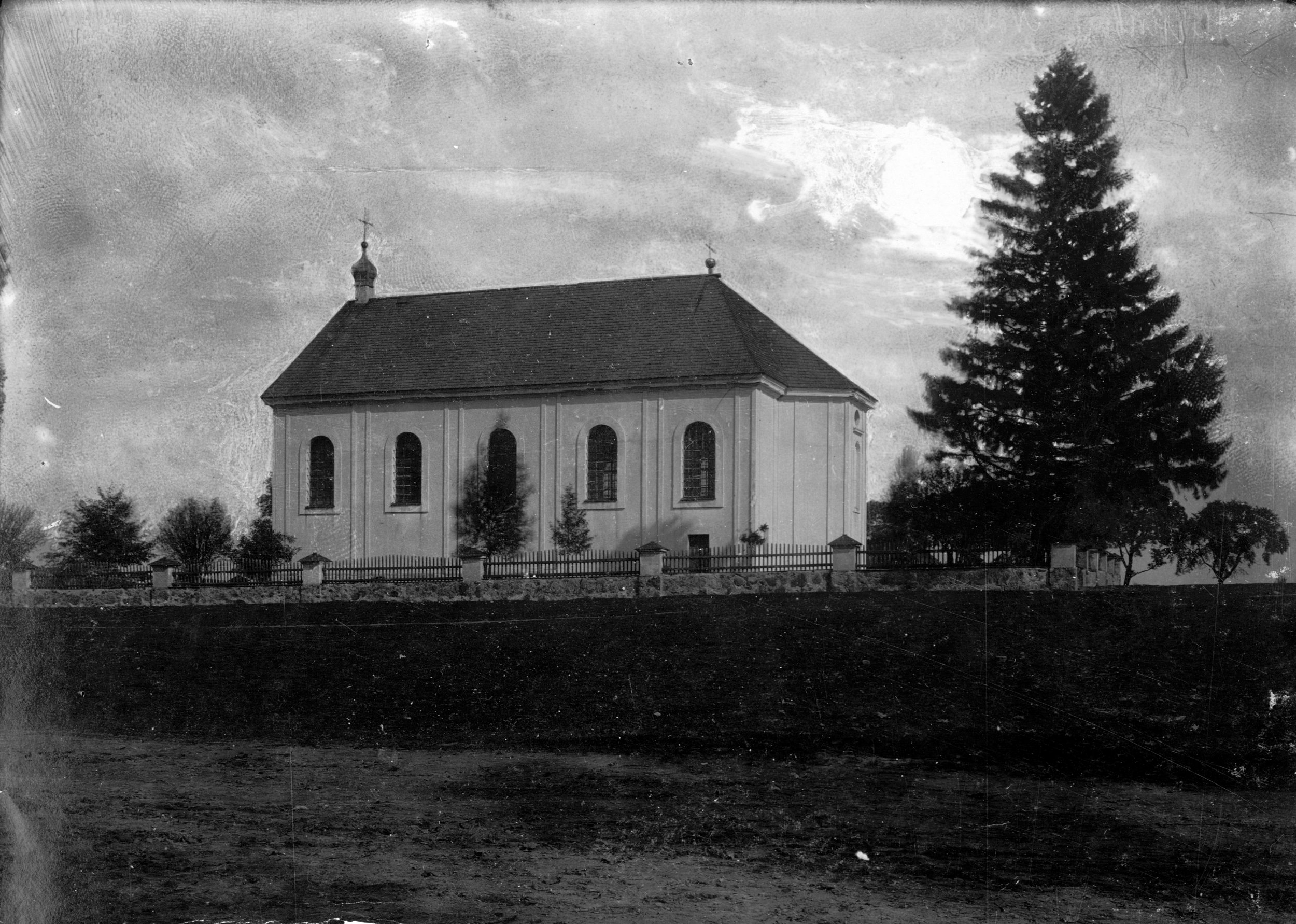
Церковь в межвоенный период
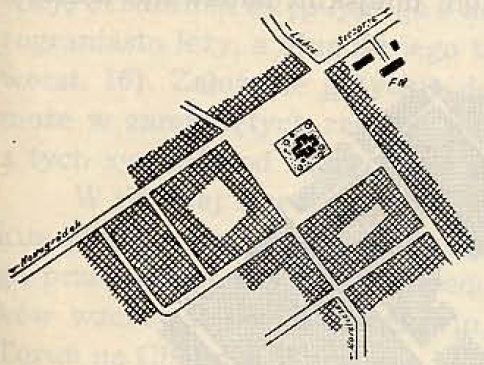
Негневичи, 1938 г.

## Население

### Численность
- 2009 год — 979 человек

### Динамика
- 1897 год — 575 человек
- 1921 год — 406 человек
- 1992 год — 2 065 человек[7]
- 2008 год — 1 098 человек
- 2009 год — 979 человек (перепись населения)

## Инфраструктура
Расположены гимназия, больница, амбулатория, почтовое отделение, отделение ОАО "АСБ Беларусбанк", баня.

## Экономика
- Сельскохозяйственные кооперативы: «Негневичи», «Коммунар-Агро»
- СП «Волорекс»
- Котельная РУП ЖКХ г. Новогрудок

## Достопримечательности
- Костёл (ныне Церковь Казанской иконы Богоматери 1850—1855 гг.)[8]. Памятник архитектуры XIX века, стиль классицизм.
- Колокольня XIX века
- Хозпостройка кон. XIX — нач. XX века. Единственное здание сохранившееся от усадьбы
- Братская могила солдат Первой мировой войны (1915 г.)

### Утраченное наследие
- Часовня (XVIII в.)
- Церковь (XVIII в.; греко-католическая)

## Галерея

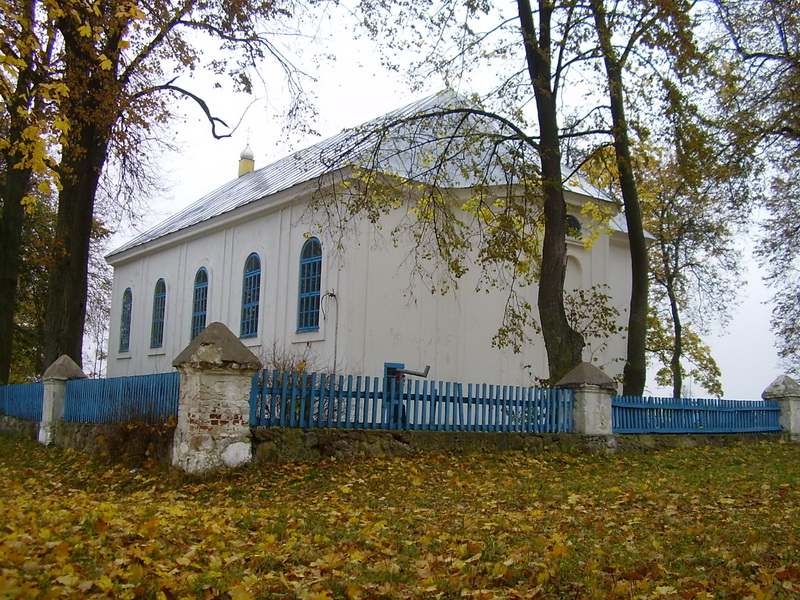
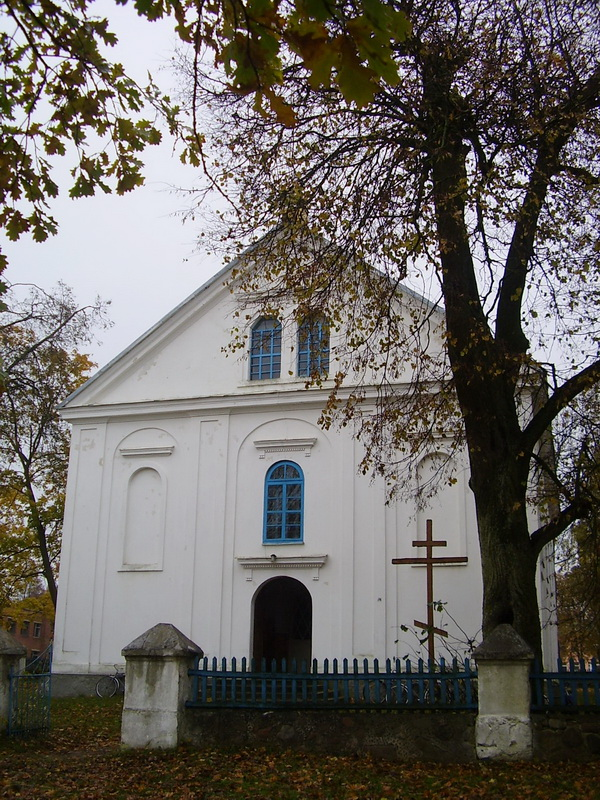
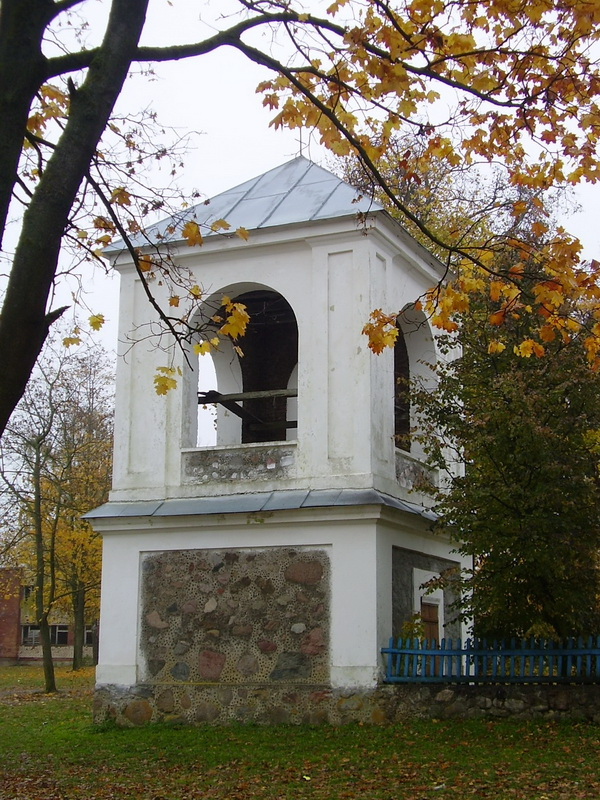